# Lopata (Celje, Slovenija)
Lopata je naselje u slovenskoj Općini Celju. Lopata se nalazi u pokrajini Štajerskoj i statističkoj regiji Savinjskoj. 

## Stanovništvo
Prema popisu stanovništva iz 2002. godine naselje je imalo 588 stanovnika.